# Calsphere 1
Calsphere 1 – amerykański wojskowy sztuczny satelita; używany jako cel do kalibracji radarów. Wraz z nim wyniesiono satelity Calsphere 2 i Transit O-1.

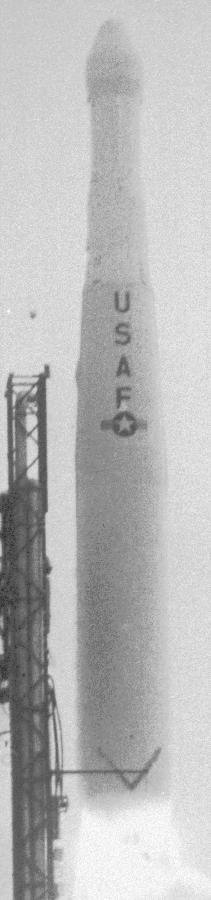
Start rakiety Thor Able Star z satelitami: Transit O-1, Calsphere 1 i 2

Statek pozostaje na orbicie okołoziemskiej, której trwałość szacuje się na 200 lat.